# 帕波泽
帕波泽是意大利威尼托大区罗维戈省的一个镇，人口约1520（2015年）。